# Hisonotus nigricauda
Hisonotus nigricauda is een straalvinnige vissensoort uit de familie van de harnasmeervallen (Loricariidae). De soort is voor het eerst wetenschappelijk beschreven in 1891 door George Albert Boulenger, die er de naam Otocinclus nigricauda aan gaf.